# كيفن جاكسون (كاتب)
كيفن جاكسون (بالإنجليزية: Kevin Jackson)‏ هو كاتب بريطاني، ولد في 3 يناير 1955 في لندن في المملكة المتحدة.